# 팬더모니엄

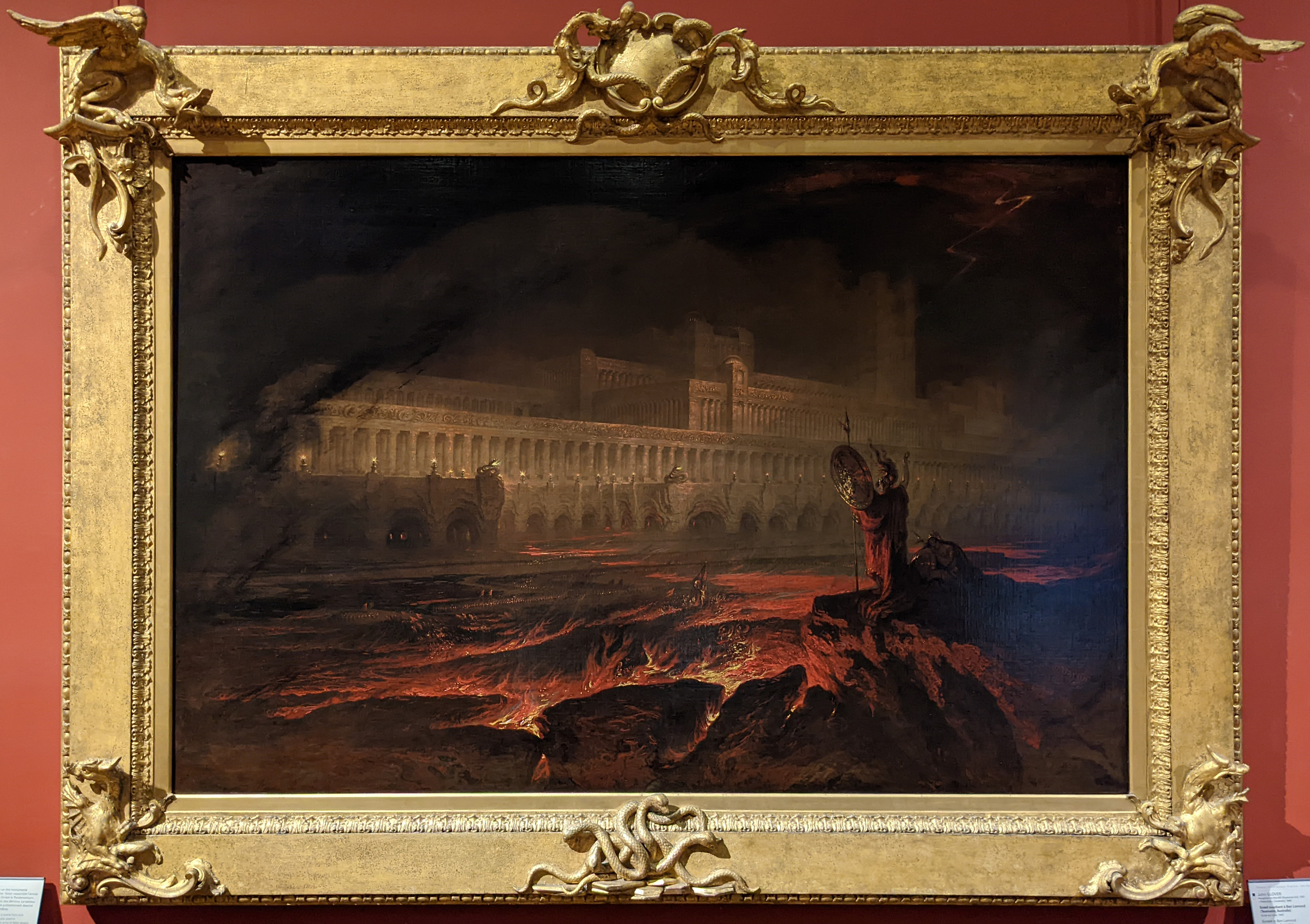

팬더모니엄(영어: Pandæmonium)은 존 밀턴의 서사시  《실낙원》에 등장하는 마귀소굴로 지옥의 수도이다.
번역어로 만마전(萬魔殿) 또는 복마전(伏魔殿)이라고 한다.